# Nu devant un miroir
Nu devant un miroir (initialement connu sous le nom de Nu devant la cheminée) est une peinture à l'huile sur toile réalisée en 1955 par l'artiste français Balthus.
Le tableau représente une femme nue devant un miroir, un sujet typique pour Balthus, ce qui lui a valu la controverse au début de sa carrière,. Cette peinture est également appelée Nu devant une cheminée.
Il fait partie de la collection du Metropolitan Museum of Art de New York et a été offert au musée par le collectionneur d'art et banquier Robert Lehman en 1975.